# Jesús Torres Tejeda
Jesús Torres Tejeda (* in Hato Mayor del Rey; † 9. Dezember 2002) war ein dominikanischer Hörfunksprecher, -produzent und -direktor.
Torres wurde in den 1950er-Jahren als Sprecher bei La Voz Dominicana und Direktor verschiedener Radiosender bekannt. Bei Radio Fiesta leitete er drei Jahre lang das Programm De Fiesta con Recuerdo, in dem er täglich Musik von dominikanischen und internationalen Stars vorstellte. Mit dieser Sendung wechselte er dann zu Joaquín Custals La Voz del Trópico, später zu Radio HIN, Radio Comercial und schließlich zu Radio Clarín. Die Sendungen liefen Bei La Voz del Trópico von 8.00 Uhr bis 23.00 Uhr, später 24 Stunden täglich und wurden außer von Torres von Alci de la Rosa und Alberto Sandoval moderiert. Torres starb 2002 an Leukämie.

## Werke
Fichero Artístico Dominicano, erschienen 1996, Santo Domingo, 500 Seiten. Eine Biografie dominikanischer Musiker.